# Glyptochelone suyckerbuyki
Il gliptochelone (Glyptochelone suyckerbuyki) è una tartaruga marina estinta, vissuta nel Cretaceo superiore (Maastrichtiano, circa 70 - 65 milioni di anni fa). I suoi resti fossili sono stati ritrovati esclusivamente nei Paesi Bassi.

## Descrizione
Questa tartaruga era di notevoli dimensioni, e poteva oltrepassare i 2 metri di lunghezza. Il carapace era relativamente pesante, se comparato con quello di altre tartarughe marine del periodo (come Allopleuron), più alto e ricoperto da piastre. La caratteristica principale di Glyptochelone era data da una decorazione delle ossa di entrambi i piastroni, inferiore e superiore (Glyptochelone significa infatti "tartaruga scolpita"); queste linee scolpite sono assenti in altri animali simili come Allopleuron e Protosphargis. 

## Classificazione
I primi fossili di questo animale vennero ritrovati nel '700, e vennero illustrati dal ricercatore francese Faujas de Saint Fond nel famoso libro "Histoire naturelle de la Montagne Saint-Pierre de Maastricht" (1799); a quell'epoca, tuttavia, i fossili vennero scambiati per corna di alce, a causa della curiosa superficie scolpita e poiché non erano stati compiuti molti studi sui fossili di tartarughe.
La descrizione scientifica di questo animale avvenne solo nel 1879 ad opera di Ubaghs, sulla base di un esemplare trovato a Berg en Terblijt. L'epiteto specifico deriva da Guillaume Suyckerbuyk, che acquistò il carapace per poi donarlo all'Istituto Reale Belga di Scienze Naturali di Bruxelles. 

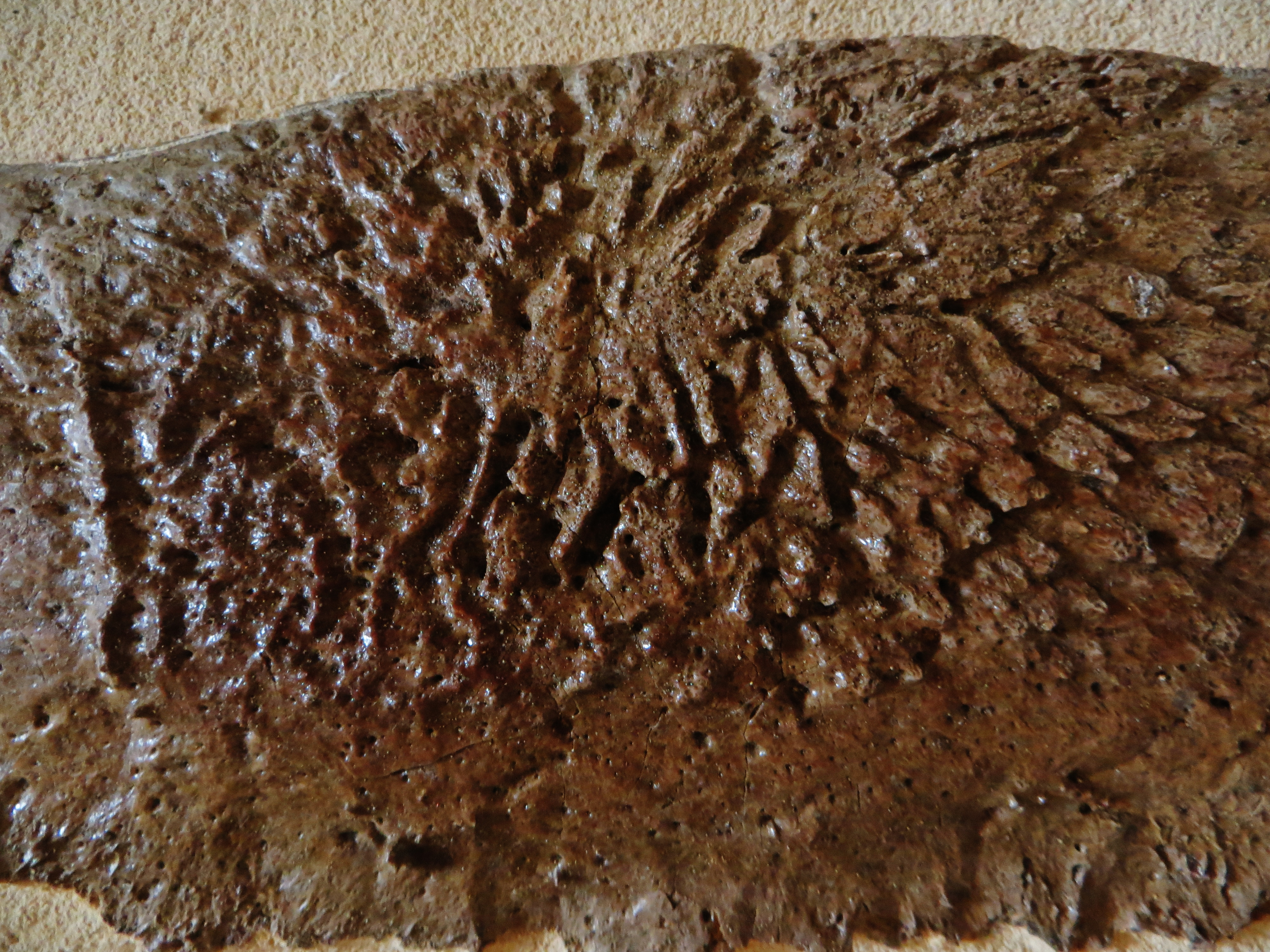
Particolare del carapace di Glyptochelone suyckerbuyki. In evidenza le notevoli rugosità

Glyptochelone è considerato un rappresentante dei cheloniidi, che comprendono la maggior parte delle tartarughe marine attuali; i suoi più stretti parenti, come Allopleuron e Protosphargis, vissero nel Cretaceo.

## Paleoecologia
Glyptochelone visse nei mari europei della fine del Cretaceo superiore; i fossili sono molto più rari rispetto a quelli di un'altra specie, Allopleuron hoffmanni, che viveva nei medesimi luoghi. È probabile che Glyptochelone fosse di abitudini maggiormente costiere (Mulder, 2003).